# Ulica Gościnna w Gdańsku
Ulica Gościnna – ulica w Gdańsku, na osiedlu administracyjnym Orunia-Św. Wojciech-Lipce a dokładniej na Oruni.

## Przebieg
Ulica składa się z dwóch części – południowej, tworzącej dawny rynek Oruni i jednokierunkowej północnej, biegnącej ku przejazdowi kolejowo-drogowemu.
Rozpoczyna się przy Trakcie św. Wojciecha. Na 150 metrze znajduje się jednokierunkowy wjazd z ulicy Trakt św. Wojciecha. Na tej wysokości również ulica przechodzi w część północną. Biegnie jako droga jednokierunkowa przez 180 metrów aż do przejazdu kolejowo-drogowego przy zbiegu ulic Dworcowej, Plac Oruński.

## Historia

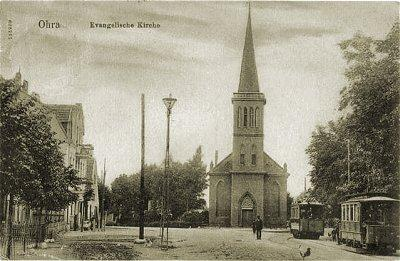
Ulica Gościnna na przedwojennej kartce pocztowej

Orunia do 1933 roku była podmiejską wsią. Rejon ulicy Gościnnej był niegdyś rynkiem wsi. Ulica jest częścią historycznego zespołu urbanistycznego Oruni, znajdują się przy niej zabytki oraz budynki podlegające ochronie:
- Ratusz Oruński (Gościnna 1) – historyzujący budynek zdobiony reliefami. Przed wojną siedziba urzędu stanu cywilnego, po wojnie komenda milicji i policji.
- Kamienica A. Borzechowskiego (Gościnna 2) – wybudowana w 1892 roku. Na parterze znajduje się lokal sklepowy z zachowaną unikatową dekoracją ścian wykonaną z malowanych płytek ceramicznych układających się w ozdobne panneaux.
- Lapidarium (Gościnna 3) – w lapidarium znajdują się zabytki kamienne związane z historią Oruni i Gdańska, m.in. krzyżacki głaz graniczny z XIV wieku z wyrytym podwójnym krzyżem i liczbą 33, rokokowe gdańskie przedproże, maszkaron z XVII wieku, fragment macewy w języku niemieckim, oraz granitowy fragment przedproża z wyrytą datą 1701, pochodzący najprawdopodobniej z dawnej rezydencji Schopenhauerów.
- Karczma "Harmonia" (Gościnna 4) – willa mieszczańska, obecnie szkoła muzyczna.
- Dom pod Lwem (Gościnna 5) – dwupiętrowa kamienica z reliefem Lwa.
- Willa wdowy Peters (Gościnna 6) – willa mieszczańska, obecnie budynek poczty.
- Karczma "Pod Kolorowym Koziołkiem" (Gościnna 13) – budynek z końca XIX w., najstarsza zachowana karczma na Oruni, swoją nazwę zawdzięcza płaskorzeźbie kozła. Obecnie budynek mieszkalny.
- Kuźnia Oruńska (Gościnna 10) – zabytkowy budynek podcieniowy kuźni z 1801 r. Jedyny tego typu w pełni zachowany zabytek na terenie Gdańska. W 2012 przeszedł gruntowną renowację. Obecnie znajduje się w niej "Kuźnia Cafe".
- Kościół św. Jana Bosko (Gościnna 15) – zabytkowy neogotycki kościół z 1823 roku zaprojektowany przez Karla Friedricha Schinkla, posiada 43-metrową wieżę.

Niegdyś do ulicy przylegał cmentarz ewangelicki. Został on zlikwidowany w latach 60. Obecnie na jego miejscu znajduje się przychodnia lekarska i skwer.
Do lat 70. na Gościnnej pętlę końcową miał tramwaj nr 6. W 1974 r. linia na Orunię została zlikwidowana.

## Obiekty
- Państwowa Szkoła Muzyczna 1 st. im H. Wieniawskiego
- Gimnazjum nr 10
- Parafia św. Jana Bosko
- Przychodnia lekarska
- Pętla końcowa autobusów: 113, 210
- Urząd Pocztowy nr 9 w Gdańsku
- Przystanek kolejowy Gdańsk Orunia

## Poprzednie nazwy
- Schulstraße, Johann-Rickmers-Straße (część północna)
- Hauptstraße (część południowa)
- Horst – Wessel – Straße (1933-1945), Walki Młodych (1945-1949)